# Indiera Baja
Indiera Baja es un barrio ubicado en el municipio de Maricao en el estado libre asociado de Puerto Rico. En el Censo de 2010 tenía una población de 518 habitantes y una densidad poblacional de 51,85 personas por km².

## Geografía
Indiera Baja se encuentra ubicado en las coordenadas 18°10′2″N 66°54′20″O / 18.16722, -66.90556. Según la Oficina del Censo de los Estados Unidos, Indiera Baja tiene una superficie total de 9.99 km², que corresponden a tierra firme.

## Demografía
Según el censo de 2010, había 518 personas residiendo en Indiera Baja. La densidad de población era de 51,85 hab./km². De los 518 habitantes, Indiera Baja estaba compuesto por el 87.07% blancos, el 4.05% eran afroamericanos, el 1.54% eran amerindios, el 0.97% eran isleños del Pacífico y el 6.37% eran de otras razas. Del total de la población el 100% eran hispanos o latinos de cualquier raza.